# Salomo ben Abraham Adret
Salomo ben Abraham Adret, född omkring 1235, död omkring 1310, var en spansk rabbin, känd som författare under pseudonymen RaShBa
RaShBa är mest berömd för sina svar, responsa, på tidens frågor, för kommentarer till talmudtraktater och för arbeten om judisk lag. RaShBa har fortsatt att påverka judiska tänkare in i modern tid.